# La aventura del vampiro de Sussex

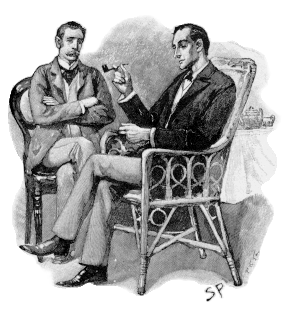
Sherlock Holmes y el Dr. J. H. Watson, ilustración para el Strand Magazine (1893).

La aventura del vampiro de Sussex (The Adventure of the Sussex Vampire) es una de las 56 historias cortas de Sherlock Holmes escritas por el autor británico sir Arthur Conan Doyle. Es una de las 12 historias del ciclo conocido como El archivo de Sherlock Holmes y fue publicada en 1924.

## Sinopsis

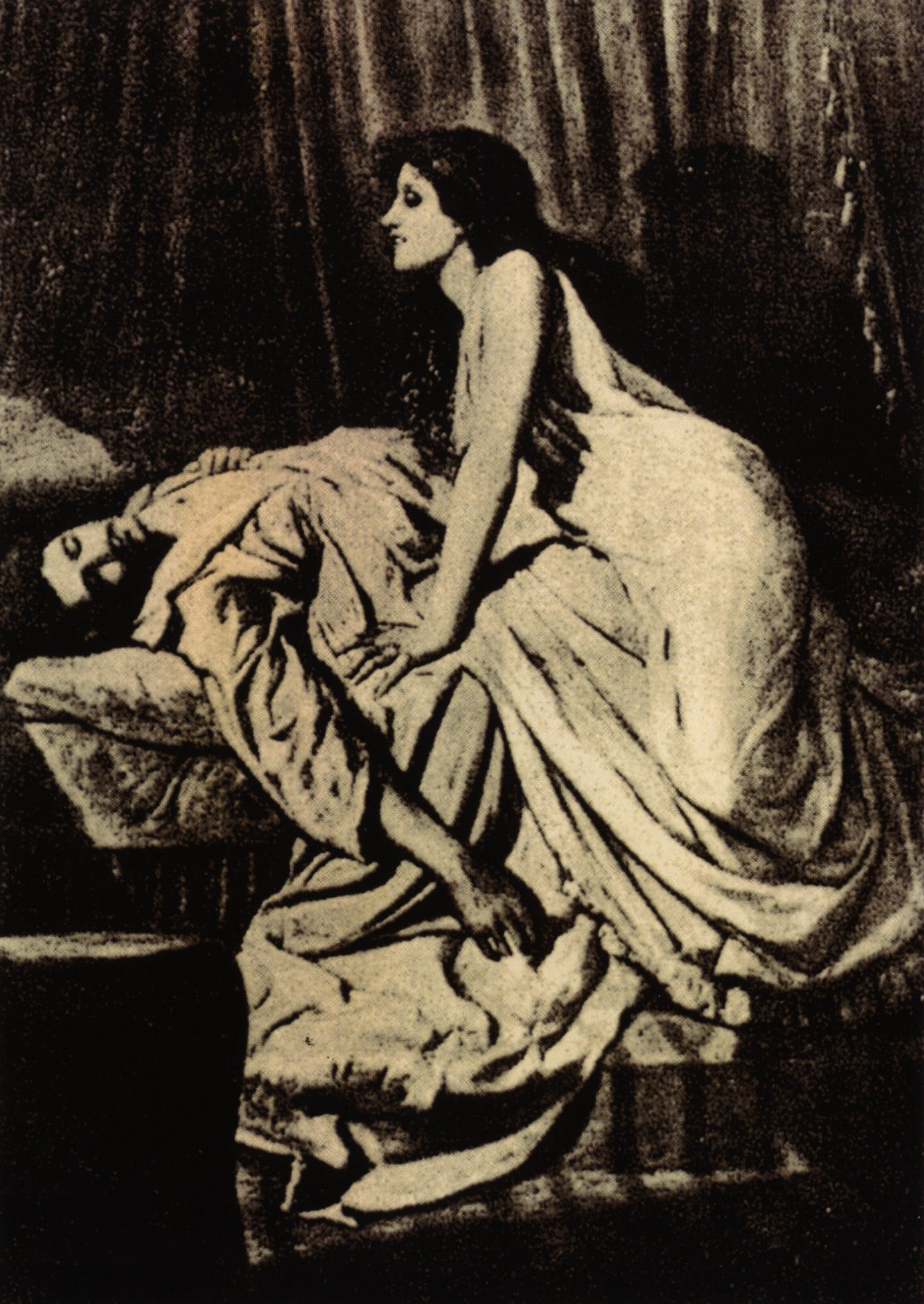
El Vampiro

Sherlock Holmes recibe dos extrañas cartas que hacen referencia a un vampiro. El Sr. Robert Ferguson, que acude al 221B de Baker Street a la mañana siguiente, está convencido de que su esposa peruana está bebiendo la sangre de su bebé. En varias ocasiones la niñera la ha sorprendido haciendo eso, y temía hablarle al Sr. Ferguson sobre ello. De hecho, la Sra. Ferguson la sobornó para que callara.
Sin embargo, la niñera terminó preocupándose tanto por el bienestar del pequeño que le contó al Sr. Ferguson lo que estaba ocurriendo, pero se negó a creerlo. Sin embargo, entonces, se produjo otro incidente, y la herida en el cuello del bebé y la sangre en los labios de su esposa fueron evidentes. La mujer no ofreció explicación alguna, sólo una "mirada salvaje y desesperada en sus ojos".
La mujer es la segunda esposa del Sr. Ferguson, que ya tiene un hijo adolescente de 15 años de su primera esposa, que sufrió un desafortunado accidente cuando era niño y desde entonces cojea visiblemente, aunque puede caminar. Su nombre es Jack, y ha sufrido varias palizas a manos de su madrastra, aunque el Sr. Ferguson no puede imaginarse por qué, ya que es un chico amable y cariñoso, y su esposa, aparte de estos incidentes, siempre ha sido una mujer devota y agradable. Sin embargo, desde que su marido descubrió la sangre de su bebé en sus labios, se ha encerrado en su habitación y se niega a salir. Sólo Dolores, su doncella peruana, que la ha servido durante años, tiene permiso para entrar, y es la que prepara la comida de la Sra. Ferguson.
Antes de que Holmes y Watson acudan a Cheeseman´s, la casa del Sr. Ferguson en Sussex, Sherlock Holmes ha comenzado a deducir lo que ocurre, y está seguro de que no tiene nada que ver con vampiros. De hecho, cree que la realidad es mucho más sorprendente. El viaje de Holmes a Cheeseman´s simplemente es para observar y confirmar lo que ya ha deducido.
La doncella de la Sra. Ferguson anuncia que su señora está enferma, y el Dr. Watson ofrece su ayuda médica. Descubre que la mujer está agitada en su habitación, diciendo algo en español sobre un "demonio", que Watson no comprende, y no puede considerar que se refiera al Sr. Ferguson. La Sra. Ferguson dice que prefiere morir y sacrificarse en lugar de destrozar el corazón de su marido. También pide que le traigan a su bebé, que está con la niñera, la Sra. Mason, desde que el Sr. Ferguson sorprendió a su esposa bebiendo su sangre.
Sherlock Holmes examina las armas sudamericanas expuestas en la casa, que fueron traídas a Inglaterra por la esposa del Sr. Ferguson, y a continuación va a ver a los hijos. Jack, el chico de 15 años, parece muy devoto hacia su padre, aunque parece que no le gusta su madrastra. El bebé es adorable y tiene una herida en el cuello. Mientras el Sr. Ferguson arrulla a su hijo pequeño, Watson se da cuenta de que Holmes contempla atentamente la ventana. No puede imaginarse por qué su amigo hace eso, pues fuera está oscuro y la ventana está parcialmente obstruida.
Holmes se da cuenta de que se trata de un caso muy delicado que causará gran dolor al Sr. Ferguson. El detective le cuenta a la Sra. Ferguson que ha descubierto la verdad sobre lo ocurrido y que va a hacer exactamente lo que quiere: que su marido escuche la verdad de labios de otro. El culpable no es otro que Jack, el hijo mayor del Sr. Ferguson, que se encuentra extremadamente celoso de su pequeño hermanastro. Holmes lo dedujo y lo confirmó contemplando el reflejo del rostro cargado de odio de Jack en la ventana, mientras su padre arrullaba al bebé. Jack ha estado disparando dardos envenenados contra su hermano, que ha cogido de la colección de armas sudamericanas de la casa, y el comportamiento de la Sra. Ferguson al chupar el cuello de su bebé se explica porque estaba succionando el veneno. Las heridas fueron causadas por dardos, no por un mordisco. No quería contarle a su marido la verdad sobre Jack para no romperle el corazón. 
Con la verdad descubierta, Holmes recomienda en lugar de un juicio, que Jack pase un año de viaje separado de su hermanastro.

## Comentario
En La aventura del vampiro de Sussex  Holmes menciona a Watson el extraño misterio  de la rata gigante de Sumatra, refiriéndose a él como una historia para la que el mundo no está preparado. Esta mención ha sido extendida y ha sido incluso escrita y mencionada por diversos autores en varias ocasiones.

## Adaptación
En la adaptación televisiva del caso producida por Granada Television, y protagonizada por Jeremy Brett como Sherlock Holmes, el énfasis y la historia del caso fueron significativamente alterados. En la versión televisiva, Holmes no fue llamado por Ferguson para que investigaron el intento aparente de su esposa por beber la sangre de su hijo, sino por el vicario de la ciudad para que investigara la muerte del bebé, siendo el principal sospechoso el recién llegado Sr. John Stockton, un hombre del que se rumorea que desciende de una familia de vampiros. Durante esta investigación, se revela que Jack, enloquecido por su incapacidad, se ha llegado a creer un vampiro de verdad debido al poder y el miedo que inspiran semejantes criaturas, y considera a Stockton una especie de "mentor" debido a su aparente carisma para encantar a las mujeres y su interés por el ocultismo. En la conclusión de la historia, Stockton muere en un accidente y Jack muere saltando desde un castillo en ruinas, y Holmes y Watson especulan que, como en el Caso de la rata gigante de Sumatra, el público todavía no está preparado para conocer la verdad.